# Dianthus sylvestris
Dianthus sylvestris, llamado clavel silvestre, inodoro o a veces de roca, es una especie de planta Magnoliopsida que pertenece al género Dianthus y a la familia Caryophyllaceae. Es una de las especies más complejas del género.

## Distribución
D. sylvestris que se encuentra extendido en Europa central y meridional, particularmente en los Alpes y en el norte de los Apeninos,: 143  y también se dice que se encuentra en ocasiones en las montañas de Grecia, así como en el norte de África. Perenne, prefiere crecer en lugares más bien secos y pedregosos, laderas soleadas, terraplenes pedregosos, en mantos rocosos y en grietas de rocas en suelos pedregosos o rocosos permeables, ricos en humus, en altitudes subalpinas a alpinas entre 1600-2800 metros (5249,3-9186,4 pies). Por ello, ocasionalmente se planta en jardines con rocalla. Es una especie característica del orden Sedo-Scleranthetalia, pero también ocurre en las sociedades Seslerietea o Festuco-Brometea.
Los valores del indicador ecológico según Landolt & al. En 2010 en Suiza: Número de humedad F = 1 (muy seco), Número de luz L = 5 (muy brillante), Número de reacción R = 3 (de ligeramente ácida a neutra), Número de temperatura T = 3 (montano), Número de nutrientes N = 2 (pobre en nutrientes), número de continentalidad K = 4 (subcontinental).

## Descripción
El D. sylvestris es un hemicriptófito verde perenne que forma céspedes en forma de cojines. Alcanza alturas de entre 10 a 30 centímetros (3,9 a 11,8 plg). Los tallos son simples o ramificados hacia arriba tipo glabros. Las hojas son de color verde oscuro, lineales estrechas y estriadas que alcanzan de 2 a 4 centímetros (0,8 a 1,6 plg) de longitud.
Las flores son de color rojo a rojo violeta. Las escamas del cáliz, que suelen tener dos, tienen forma ovalada y súbitamente puntiagudas. El cáliz mide entre 20 a 25 milímetros (0,8 a 1 plg) de largo y es cuatro veces más largo que las escamas del cáliz. La placa desnuda de los pétalos mide de 10 a 12 milímetros (0,4 a 0,5 plg) de largo, dentada en la parte delantera y sin marcas.
Tiene gran similitud morfológica con Dianthus brachycalyx.: 143  El clavel de piedra florece desde junio hasta principios de septiembre.
Como es el caso con muchas otras especies ginodioicas, las flores pistiladas de D. sylvestris son más pequeñas que las perfectas protándricas. El número de cromosomas de la especie es 2n = 30 o aproximadamente 60. La mayoría de las flores de D. sylvestris en su espacio natural reciben polen de más de un donante, excepto las flores pistiladas de plantas mixtas. Dianthus sylvestris es polinizado principalmente por dos especies de lepidópteros, de día la esfinge colibrí y de noche Hadena compta.: 583 

## Etimología
Dianthus: nombre genérico que procede de las palabras griegas Diós («de Zeus») y anthos («flor»), y ya fue citado por el botánico griego Teofrasto.
sylvestris: epíteto latino que significa "de bosque".

## Subespecies
El medio ambiente natural, más que la geografía, juega un papel potencialmente más importante en la configuración de la variabilidad morfológica de esta especie. Se han descrito varias subespecies:
- Dianthus sylvestris subsp. alboroseus F.K.Mey.
- Dianthus sylvestris subsp. aristidis (Batt.) Greuter & Burdet
- Dianthus sylvestris subsp. boissieri (Willk.) Dobignard
- Dianthus sylvestris subsp. longibracteatus (Maire) Greuter & Burdet
- Dianthus sylvestris subsp. tergestinus (Rchb.) Hayek